# Luca Turilli’s Dreamquest
Luca Turilli’s Dreamquest – włoska grupa muzyczna wykonująca utwory w gatunku metal symfoniczny z silnymi elementami muzyki elektronicznej. Grupę zainicjował Luca Turilli znany z występów w grupie Rhapsody.

## Dyskografia
- (2006) Lost Horizons (LP)[3]
- (2006) Virus (SP)[4]